# تاريخ اليهود في إستونيا
يبدأ تاريخ اليهود في إستونيا بتقارير فردية عن اليهود في ما يعرف الآن بإستونيا منذ القرن الرابع عشر.
استقر اليهود في المنطقة في القرن التاسع عشر، خاصةً بعد صدور قانون القيصر الروسي ألكسندر الثاني عام 1865، الذي سمح لليهود من جنود نيكولاس والكانتونيين السابقين غالبًا، وذريتهم وتجار النقابة الأولى والحرفيين واليهود الحاصلين على تعليم عال بالاستقرار في إستونيا وأجزاء أخرى من الإمبراطورية الروسية خارج بيل أوف ستلمنت. كان جنود نيكولاس وذريتهم والحرفيون في الأساس هم الذين أسسوا أول التجمعات اليهودية في إستونيا. تأسست جماعة تالين، وهي الأكبر في إستونيا، عام 1830. وتأسست جماعة تارتو عام 1866 عندما استقرت العائلات الخمسين الأولى هناك. وبُنيت الكُنس اليهودية، وأكبرها في تالين عام 1883 وتارتو عام 1901، وقد دُمر كلاهما في الحرب العالمية الثانية.
انتشر السكان اليهود إلى مدن إستونية أخرى حيث أقيمت بيوت للصلاة ومقابر في فالغا وبارنو وفيلياندي. وافتُتحت المدارس لتعليم التلمود، ونُظمت مدارس ابتدائية في تالين في ثمانينيات القرن التاسع عشر. كان أكثر اليهود في ذلك الوقت تجارًا وحرفيين صغار. وكان القليل جدًا منهم متعلمًا، ما أخّر الحياة الثقافية اليهودية. لكن بدأ هذا يتغير في نهاية القرن التاسع عشر عندما دخل العديد من اليهود جامعة تارتو وساهموا بدرجة كبيرة في بث الثقافة والتعليم لليهود. عام 1917 تأسس نادي الدراما اليهودي في تارتو.

## الحكم الذاتي اليهودي في إستونيا المستقلة
شارك نحو 200 يهودي في القتال في حرب الاستقلال الإستونية (1918-1920) لإنشاء جمهورية إستونيا، 70 منهم من المقاتلين المتطوعين.
كان إنشاء جمهورية إستونيا عام 1918 بداية عهد جديد في حياة اليهود. ومنذ استقلال إستونيا، أبدت تسامحًا مع جميع الأقليات العرقية والدينية، ما مهد الطريق لنمو الأنشطة السياسية والثقافية للمجتمع اليهودي. وفي الفترة 11 - 16 مايو 1919، انعقد أول مؤتمر إستوني للطوائف اليهودية لمناقشة الظروف الجديدة التي تواجهها الحياة اليهودية، حيث وُلدت فيه أفكار الاستقلال الثقافي ومدرسة جيمنازيوم اليهودية الثانوية في تالين. بدأت المجتمعات اليهودية تتزايد أعدادها. وكانت أكبر هذه المجتمعات الجديدة جمعية إتش. إن. بجالك للأدب والدراما في تالين، التي تأسست عام 1918. وتأسست الجمعيات والأندية في فيلياندي ونارفا وأماكن أخرى.

### عشرينيات القرن العشرين
عام 1920، تأسست جمعية ماكابي الرياضية وأصبحت معروفة بمساعيها لتشجيع الرياضة بين اليهود. وشارك اليهود في الأنشطة الرياضية في إستونيا وخارجها. كانت سارة تيتلباوم بطلة لـ17 مرة في ألعاب القوى الإستونية وسجلت 28 رقمًا قياسيًا. في ثلاثينيات القرن العشرين، درس نحو 100 يهودي الفقه والطب في جامعة تارتو. عام 1934، خُصصت مقاعد في كلية الفلسفة لدراسة اليهودية. وتأسست خمس جمعيات طلابية يهودية في جمعية تارتو الأكاديمية: جمعية الطلاب النسائية هازفيرو، ومؤسسة ليموفيا، وجمعية هازمونيا، ومؤسسة الطلاب اليهود. وكان لكل منها مكتبات خاصة به، وأدت أدوارًا مهمة في الثقافة اليهودية والحياة الاجتماعية.
وتأسست منظمات سياسية مثل منظمات الشباب الصهيونية هاشومير هازير وبيتار. وسافر العديد من الشباب اليهود إلى فلسطين لإقامة الدولة اليهودية. وأُنشأ اليهود الإستونيون كيبوتز كفر بلوم وعين جيف.
في 12 فبراير 1925، أصدرت الحكومة الإستونية قانونًا بشأن الاستقلال الثقافي للأقليات. وسرعان ما أعدت الطائفة اليهودية طلبها للحصول على الاستقلال الثقافي. وجُمعت إحصائيات عن المواطنين اليهود. وبلغ مجموعهم 3,045، مستوفين الحد الأدنى المطلوب من الاستقلال الثقافي البالغ 3,000 شخص. وفي يونيو 1926، انتُخب المجلس الثقافي اليهودي وأُعلن الحكم الذاتي الثقافي اليهودي. وكان الجهاز الإداري لهذا الحكم الذاتي هو مجلس الثقافة اليهودية، الذي يرأسه هيرش أيسنشتات إلى أن حُل عقب الاحتلال السوفييتي لإستونيا عام 1940. وعندما احتلت القوات الألمانية إستونيا عام 1941، أُجلي أيسنشتات إلى روسيا. وعاد إلى إستونيا عندما غادر الألمان، لكن السلطات السوفييتية ألقت القبض عليه عام 1949.
يُعد الاستقلال الثقافي لشعوب الأقليات ظاهرة استثنائية في التاريخ الثقافي الأوروبي. لذلك حظي الاستقلال الثقافي اليهودي باهتمام كبير لدى المجتمع اليهودي العالمي. ويُعد الوقف القومي اليهودي الذي قدمه كيرين كاجوم للحكومة الإستونية شهادة امتنان لهذا الإنجاز.
سمح هذا الاستقلال الثقافي بالسيطرة الكاملة على التعليم من جانب المجتمع المحلي. بدأت العبرية عام 1926 تحل محل الروسية في المدرسة العامة اليهودية في تالين، وتأسست عام 1928 مدرسة للغة اليديشية.
ومنذ الأيام الأولى لوجود إستونيا دولةً، أبدت تسامحًا مع جميع الشعوب التي تعيش في أراضيها. عام 1925، سُن قانون الاستقلال الثقافي للأقليات العرقية في إستونيا، ما أعطى مجموعات الأقليات التي تتألف من 3000 فرد على الأقل الحق في تقرير المصير في المسائل الثقافية. وقدمت الدولة الدعم المالي. وفي عام 1926، أُعلن الاستقلال الثقافي اليهودي. ولسياستها المتسامحة تجاه اليهود، خُصصت صفحة لجمهورية إستونيا في الكتاب الذهبي للقدس عام 1927.

### ثلاثينيات القرن العشرين

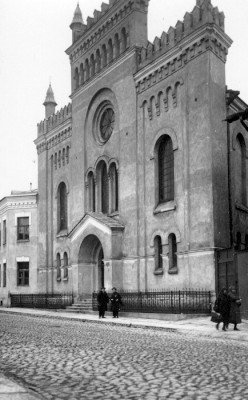
لحق الدمار كنيس تالين الذي يعود تاريخ بناءه إلى عام 1885 خلال قصف المدينة عام 1944.

عام 1934، عاش 4381 يهوديًا في إستونيا (0.4٪ من السكان). عاش 2203 يهودي في تالين. وشملت مدن الإقامة الأخرى تارتو (920)، وفالغا (262)، وبارنو (248)، ونارفا (188)، وفيلياندي (121). وساهم 1688 من اليهود في الاقتصاد الوطني: 31% في التجارة، و24% في الخدمات، و14.5% حرفيين، و14% عمال. والشركات: مصنع الجلود أوزفانسكي وأولاده في تارتو، ومصنع جينوكيريس للحلوى في تالين، وفوريرز راتنر وهوف، وشركات تحسين الغابات مثل سين زوينز وجودينيك. ومجتمع للتجار والصناعيين. فاخرت تالين وتارتو البنوك التعاونية اليهودية. عمل 9.5٪ فقط من السكان اليهود لحسابهم الخاص، وكان معظم هؤلاء من الأطباء، والصيادلة والبيطريين.
تلقى 11% من السكان اليهود تعليمًا عاليًا و37% تعليمًا ثانويًا و33% تعليمًا ابتدائيًا. ولم يحصل 18% إلا على التعليم المنزلي.
أنشأت الطائفة اليهودية نظامها الخاص للرعاية الاجتماعية. إذ جعلت جمعية النوايا الحسنة اليهودية التابعة لطائفة تالين من أعمالهم الإشراف على أهداف هذا النظام وتنفيذها. كان حاخام تالين في ذلك الوقت الدكتور غومر. عام 1941، وخلال الاحتلال الألماني تعرض لمضايقات بلا رحمة وقُتل في النهاية. وفي تارتو، كان اتحاد المساعدة اليهودية نشطًا، وأنشئت وحدات للرعاية الاجتماعية في نارفا وفالغا وبارنو.
في عام 1933 بدأ تأثير الاشتراكية الوطنية على الألمان البلاطقة يمثل مصدر قلق. حُظرت النازية بوصفها حركة تتعارض مع النظام الاجتماعي، وحُل المجلس الثقافي الألماني، واضطر الاشتراكي الوطني فيكتور فون موهلين، العضو المنتخب في حزب البلطيق الألماني، إلى الاستقالة من البرلمان. وحُظرت جميع المواد التي تسخر من اليهود، متضمنةً المجلة الاشتراكية القومية فالفور بأمر من قسطنطين باتس، بوصفها مواد تحرض على الكراهية.
وفي العام نفسه، أنشئت كلية للدراسات اليهودية في جامعة تارتو. وعُين لازار غولكوفيتش، الأستاذ السابق في جامعة لايبزيغ، أول أستاذ ورئيس للدراسات اليهودية في الجامعة، وبدأ التدريس عام 1934.
عام 1936، ذكرت صحيفة جويش كرونيكل اليهودية أن إستونيا هي البلد الوحيد في أوروبا الشرقية الذي لا تمارس فيه الحكومة ولا الشعب أي تمييز ضد اليهود ويُترك فيه اليهود في سلام. ولا يزال الاستقلال الثقافي الممنوح لليهود الإستونيين قبل عشر سنوات ساريًا، ويسمح لليهود أن يعيشوا حياةً حرة لا تشوبها شائبة وأن يصمموها وفقًا لمبادئهم الوطنية والثقافية.
في فبراير 1937، ومع تزايد معاداة السامية في أماكن أخرى في أوروبا، عُين نائب رئيس الطائفة اليهودية هاينريش غوتكين رئيسًا للبرلمان أحادي المجلس بموجب مرسوم رئاسي في القاعة البرلمانية العليا الإستونية.
وطوال ثلاثينيات القرن العشرين، كانت حركات الشباب الصهيونية نشطة، إذ قدم هيالوتز تدريبًا رائدًا في المزارع الإستونية، في حين قدم المعهد الثقافي الرائد بياليك فيرين مسرحيات وقامت جوقته بجولات، وقدموا عروضهم في الإذاعة.

## الحرب العالمية الثانية
تعطلت حياة الجالية اليهودية الصغيرة في إستونيا عام 1940 مع الاحتلال السوفييتي لإستونيا. تمت تصفية الاستقلال الثقافي وجميع مؤسساته في يوليو 1940. وفي أغسطس أُغلقت جميع المنظمات والجمعيات والتجمعات والشركات، وأُممت الشركات اليهودية. وتم ترحيل عدد كبير نسبيًا (نحو 10٪ من السكان اليهود) إلى معسكرات الاعتقال في روسيا في يونيو 1941، حيث لقي معظمهم حتفه.

### الهولوكوست
تمكن أكثر من 75% من الجالية اليهودية في إستونيا من الفرار إلى الاتحاد السوفييتي، علمًا منهم بالمصير الذي كان ينتظرهم لولا ذلك، وقد قُتل جميع الباقين تقريبًا (بين 950 و1000 رجل وامرأة وطفل) بنهاية عام 1941. وكان من بينهم حاخام إستونيا الوحيد، وأستاذ الدراسات اليهودية في جامعة تارتو، واليهود الذين تركوا المجتمع اليهودي، والمعاقين عقليًا، وعدد من قدامى المحاربين في حرب الاستقلال الإستونية. ومن المعروف أن أقل من 12 يهوديًا من الإستونيين قد نجوا من الحرب في إستونيا.
بدأت عمليات قتل اليهود مباشرة بعد وصول القوات الألمانية الأولى عام 1941، الذين كانت تتابعهم من كثب فرقة الإبادة سوندركوماندو أي 1 تحت قيادة مارتن ساندبرجر، وهو جزء من فرقة العمليات الأولى بقيادة فرانز فالتر شتاليكر.
واستمرت الاعتقالات والإعدامات مع تقدم الألمان بمساعدة متعاونين محليين، عبر إستونيا. ويبدو أن الإستونيين قد أيدوا الأعمال المعادية لليهود على المستوى السياسي، لكن ليس على أساس عنصري. وكان العذر القياسي المستخدم لعمليات التطهير هو الاعتقال بسبب النشاط الشيوعي.
وأثارت معادلة اليهود مع الشيوعية ردًا إستونيًا إيجابيًا، وأجرت الشرطة الإستونية محاولات لتحديد ما إذا كان الشخص المعتقل يدعم الشيوعية بالفعل. وكثيرًا ما جادل الإستونيون بأن زملاءهم وأصدقاءهم اليهود ليسوا شيوعيين وقدموا دليلًا على السلوك المؤيد لإستونيا على أمل التمكن من إطلاق سراحهم. وخلص أنطون فايس ويندت في أطروحته (القتل دون كراهية: الإستونيون والهولوكوست ومشكلة التعاون) وعلى أساس تقارير المخبرين لسلطات الاحتلال بأن الإستونيين عمومًا لم يؤمنوا بالدعاية النازية المعادية للسامية وأن الأغلبية حافظت على رأي إيجابي تجاه اليهود. في 20 يناير عام 1942، أعلن النازيون إستونيا خاليةً من اليهود، إذ كان عدد السكان اليهود في إستونيا قليلًا (نحو 4500)، تمكن معظمهم من الفرار إلى الاتحاد السوفييتي قبل وصول الألمان. وقُتل كل الذين تبقوا تقريبًا (921-963 وفقًا للتقديرات المختلفة). أنشأ النظام النازي أيضا 22 معسكرًا للاعتقال والسخرة في إستونيا لليهود الأجانب، وكان أكبرها معسكر اعتقال فايفارا. وقُتل عدة آلاف من اليهود الأجانب في مخيم كاليفي ليفا. وقُتل نحو 10 آلاف يهودي في إستونيا بعد ترحيلهم من أوروبا الشرقية. وكُرم اثنان من الإستونيين بوصفهما من الصالحين بين الأمم: أوكو ماسينغ وزوجته إيها.